# Eberhard von Brauchitsch
Eberhard von Brauchitsch (voller Name Joachim Albrecht Eberhard Kurt Konrad Ferdinand von Brauchitsch; * 28. November 1926 in Berlin; † 7. September 2010 in Zürich) war ein deutscher Rechtsanwalt, Justitiar und Manager. Er war Geschäftsführer der Flick KG sowie einer der Hauptbeteiligten an der Flick-Affäre. Zuletzt war er als Unternehmensberater und Rechtsanwalt tätig.

## Familie
Eberhard von Brauchitsch entstammte dem alten schlesischen Adelsgeschlecht derer von Brauchitsch. Sein Vater Konrad (Kunz) von Brauchitsch (1890–1947) war zunächst Fregattenkapitän und mindestens seit 1934 in Berlin Direktor des Schallarchivs der Reichs-Rundfunk-Gesellschaft. Seine Mutter Edith Wilhelmine Gertrud, geb. de la Barre (1895–1975), entstammte ebenfalls einer schlesischen Adelsfamilie.
Brauchitsch heiratete am 23. August 1952 in Mainz die Ärztin Helga Hempe (* 3. Dezember 1926 in Leck (Nordfriesland), † 7. September 2010 in Zürich), die Tochter des Amtmannes Hans-Joachim Hempe und der Selma Musaeus. Das Ehepaar hatte drei Töchter und einen Sohn. Brauchitsch lebte mit seiner Frau zuletzt in Mettmann.

## Leben
Brauchitsch besuchte zunächst die Oberschule in Berlin. 1943 wurde er mit Friedrich Karl Flick auf das flick'sche Landgut Sauersberg ausquartiert und besuchte gemeinsam mit ihm eine Schule in Bad Tölz. 1943 diente er als Flakhelfer in München, machte 1944 sein Notabitur und wurde zum Wehrdienst einberufen. 1946 holte er in Bad Tölz das reguläre Abitur nach und betätigte sich kurze Zeit als Journalist. In Mainz studierte er Jura und nach dem Referendarexamen als Stipendiat der Amsterdamer Universität Politikwissenschaft; daneben besuchte er die London School of Economics und studierte an der Haager Akademie für Völkerrecht. Politisch aktiv war er bei den Jungen Europäischen Föderalisten, u. a. 1952 bis 1953 als stellvertretender Bundesvorsitzender. Die Große Juristische Staatsprüfung legte er 1954 am Kammergericht in Berlin ab.
Seine Berufskarriere begann er in Berlin als Anwalt, später war er auch in Köln, Frankfurt am Main und Düsseldorf tätig. 1955 wurde er von der Deutschen Lufthansa eingestellt und arbeitete für die Rechtsabteilung. 1957 wurde er zum Geschäftsführer der Deutschen Flugdienst GmbH ernannt.
Ab 1960 arbeitete er beim Flick-Konzern, zunächst als Friedrich Karl Flicks persönlicher Berater. Er wurde 1965 geschäftsführender Gesellschafter des Flick-Konzerns. Von 1971 bis 1973 war er Generalbevollmächtigter des Verlegers Axel Springer und stellvertretender Aufsichtsratsvorsitzender im Axel-Springer-Verlag in Berlin. 1973 ging er zum Flick-Konzern zurück und verließ ihn wieder nach der Parteispendenaffäre 1982, die später als Flick-Affäre bekannt wurde. Im März 1981 wurde er zum Präsidenten des Bundesverbandes der Deutschen Industrie (BDI) gewählt, seine Amtszeit sollte 1983 beginnen. Bereits 1982 verzichtete er jedoch auf das Amt des Präsidenten und trat zudem als Vizepräsident des BDI zurück.
Am 16. Februar 1987 verurteilte das Landgericht Bonn Eberhard von Brauchitsch wegen Steuerhinterziehung sowie Beihilfe zur Steuerhinterziehung zu einer zweijährigen Freiheitsstrafe, die gegen Zahlung einer Geldbuße von 550.000 DM zur Bewährung ausgesetzt wurde.
Danach arbeitete er als Unternehmensberater und Rechtsanwalt. Von Februar 1991 bis 1999 gehörte er dem Verwaltungsrat von Kühne + Nagel an. Ab 1994 war er unter anderem Aufsichtsratsvorsitzender des ostdeutschen Chemie-Konzerns Buna-Werke.

## Sport
Brauchitsch war in den 1970er Jahren stellvertretender Vorsitzender der Stiftung Deutsche Sporthilfe. Wegen seiner Verdienste in Wirtschaft und Sport verlieh ihm Bundespräsident Walter Scheel 1977 das Bundesverdienstkreuz erster Klasse.

## Tod

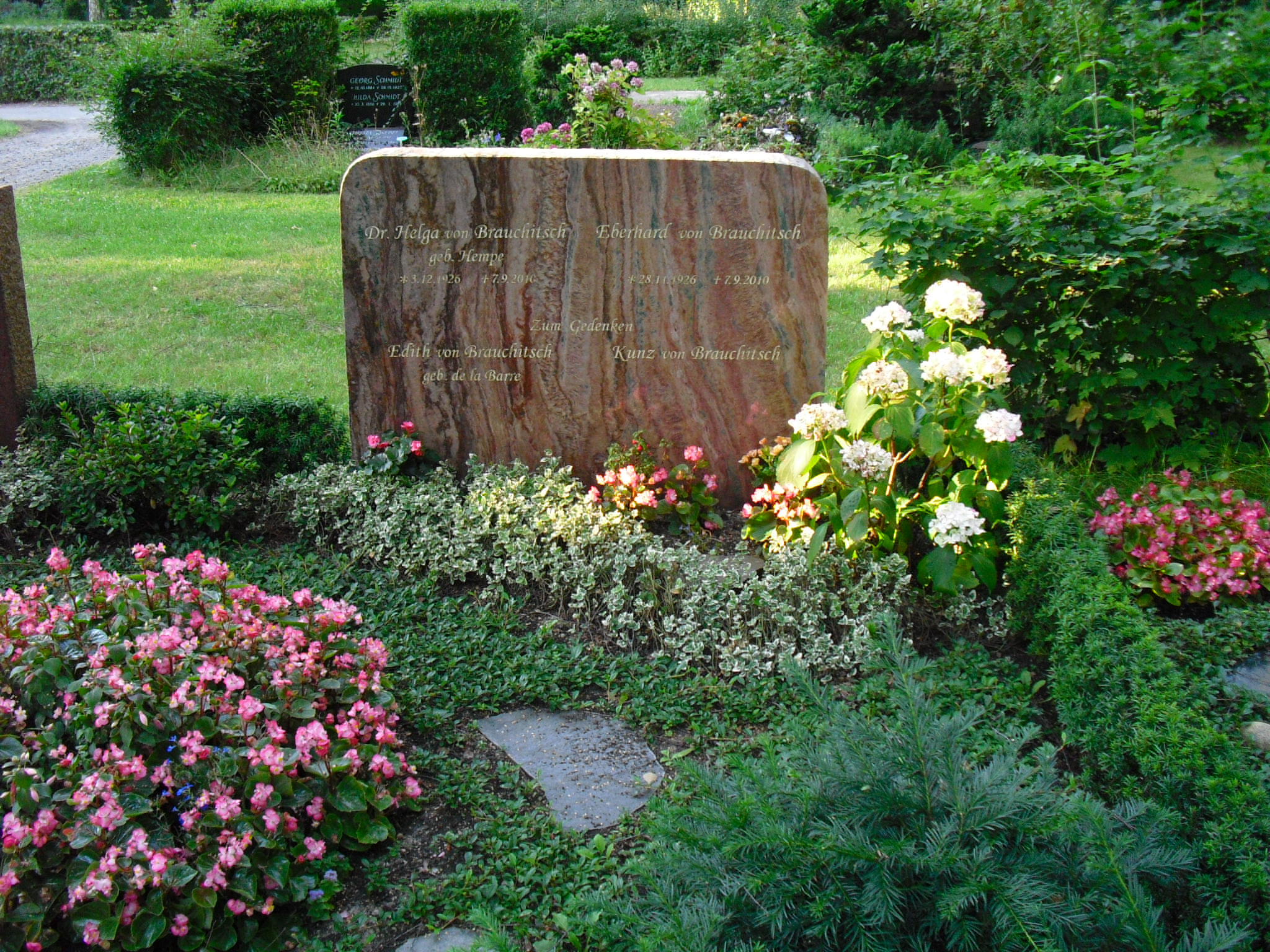
Grabstein auf dem Friedhof Steglitz

Am 7. September 2010 nahmen sich der schwer erkrankte Brauchitsch und seine ebenfalls schwer kranke Frau, mit der er fast 60 Jahre verheiratet war, unter Inanspruchnahme der Schweizer Sterbehilfe-Organisation „Exit“ das Leben.

## Veröffentlichung
- Der Preis des Schweigens. Erfahrungen eines Unternehmers. Propyläen, Berlin 1999, ISBN 3-549-05778-4.